# 울산시 남구 갑
울산시 남구 갑은 대한민국의 옛 국회의원 선거구이다. 당시 경상남도 울산시 남구의 일부 지역을 관할했다.

## 역사
대한민국 제15대 국회의원 선거를 앞두고 울산시 남구 선거구가 갑, 을로 분구되면서 신설되었다.
1997년 7월 15일을 기해 경상남도 울산시가 울산광역시로 승격되었다. 또한 제16대 국회의원 선거를 앞두고 울산시 남구의 두 선거구가 통합됨에 따라 남구 선거구를 형성하게 되면서 폐지되었다.

## 역대 국회의원
| 선거   | 정당 | 정당     | 의원   |
| ------ | ---- | -------- | ------ |
| 1996년 |      | 신한국당 | 차수명 |

## 역대 선거 결과

### 대한민국 제15대 국회의원 선거
|  | 44.60% |

|  | 26.76% |

|  | 22.27% |

|  | 6.36% |